# Prescription acquisitive
La prescription acquisitive, ou usucapion, est le mécanisme juridique qui transforme l'usage non équivoque, paisible et continu d'un bien en possession opposable à tous à l'issue de l'écoulement du délai de prescription. Son objectif est d'éviter la vacance de la propriété. Sans possession pas d'usucapion, ce qui est exprimé par la locution latine :

« Sine possessione usucapio procedere non potest »

La prescription acquisitive permet ainsi de déposséder le possesseur du droit réel qu'il a sur un bien et de le transférer à celui qui l'exerce de bonne foi et de manière continue mais sans posséder de titre justificatif opposable, après l'écoulement du dit délai.
Tant que ce délai n'est pas écoulé, toute personne peut donc contester ou revendiquer la possession de ce droit réel en justice. Le délai de prescription est interrompu par toute action en justice contestant le droit d'usage du bien auquel il s'applique. Il reprend si la contestation est rejetée par le juge.
L'usucapion peut concerner tant un bien mobilier (par exemple l'usage d'un nom, d'une marque, d'un objet) qu'un bien immobilier (par exemple la propriété d'un immeuble ou d'une servitude continue apparente).
La prescription acquisitive s'oppose à la prescription extinctive ou encore prescription libératoire qui fait perdre un droit réel ou personnel, du fait de l'inaction prolongée du titulaire du droit (encore appelée prescription libératoire).

## Droits anciens

### Droit Romain
Sous la République Romaine, l'usucapion est une mode d'acquisition de la propriété dérivé et non-volontaire. Selon la Loi des XII tables, pour acquérir la propriété d'un bien par usucapion, une personne devait détenir le bien durant 1 an s'il s'agissait d'un bien meuble et 2 ans s'il s’agissait d'un immeuble. L'acquisition de la propriété par usucapion présupposait l'existence d'une juste cause, un évènement ou une transaction par laquelle le possesseur serait devenu propriétaire du bien dans des circonstances normales. La bonne foi était également requise : la personne acquérant la possession du bien en question devait croire honnêtement que la transaction en question faisait d'elle le propriétaire du bien. Cela impliquait généralement une croyance basée sur une erreur de fait, et non de droit.  Pour ce qui est de la bonne foi, une présomption réfragable de bonne foi existait : la personne contestant l'usucapion avait la charge de prouver la mauvaise foi.
La prescription acquisitive de trente ans remonte à l'empereur romain Théodose Ier, à la fin du IVe siècle. Elle couvre alors les possessions sans titre ou vicieuses.

### Droit Franc
La Constitution de Clotaire Ier, vers 560, reprend ce principe. Charlemagne le fait appliquer pour protéger des chrétiens qui, ayant fui la péninsule ibérique, avaient défriché des terrains inutilisés.

### Droit canon
Le droit canonique l'utilise également en précisant que la possession doit avoir été accompagnée de bonne foi pendant toute sa durée ; cette exigence, qui peut fragiliser la possession, n'est toutefois pas appliquée en France.

## Droit français
En France, il existe deux « types » de prescription acquisitive : la procédure dite normale ou la prescription abrégée. Elle s'acquiert lorsque la possession a atteint trente, ou dix ans selon les cas.
De jure, les conditions nécessaires à la prescription trentenaire sont :
- l'occupant du bien immobilier doit prouver que pendant toute la période il s'est occupé du bien par l'exercice d'actes matériels (le corpus), et qu'il avait l'intention de se comporter en tant que propriétaire (l'animus domini). C'est la possession (pouvoir de fait sur la chose) ;
- la possession doit être utile, exempte de vices (publique, non équivoque, paisible et continue), et à titre de propriétaire[4].

Alors seulement, après une période de trente années pendant laquelle le propriétaire légal ne s'est pas manifesté (bien que les actes du propriétaire de fait aient été apparents, non clandestins, non équivoques, etc.), l'occupant peut devant le tribunal judiciaire déclarer l'usucapion et ainsi devenir propriétaire du bien.
La prescription abrégée quant à elle s'acquiert après dix ou, anciennement, vingt ans selon la domiciliation du propriétaire légal, et ce uniquement pour les possesseurs a non domino (qui ont acquis le bien d'une personne autre que le propriétaire, souvent un détenteur précaire) de bonne foi (ils ont cru traiter avec le véritable propriétaire).

## Droit québécois
En droit québécois, l'article 2910 du Code civil du Québec définit la prescription acquisitive : « La prescription acquisitive est un moyen d'acquérir le droit de propriété ou l'un de ses démembrements, par l'effet de la possession ». Elle requiert une possession, en vertu de l'art, 921 C.c.Q. : « La possession est l'exercice de fait, par soi-même ou par l'intermédiaire d'une autre personne qui détient le bien, d'un droit réel dont on se veut titulaire. » L'article 2917 du Code civil dispose : « Le délai de la prescription acquisitive est de 10 ans, s'il n'est autrement fixé par la loi ».

## Droit suisse
En droit suisse, la propriété peut être acquise par la possession paisible d'une certaine durée, de bonne foi et à titre de propriétaire. Le possesseur doit penser, à tort, être le propriétaire de la chose. Un cas d'application souvent cité est lorsqu'une personne a obtenu le bien en vertu d'un contrat nul en raison d'un vice de forme dont il n'avait pas conscience. Il pensait alors légitimement être devenu propriétaire, bien que cela ne soit juridiquement pas possible, le transfert ne reposant sur aucune cause valable.
La durée nécessaire à la prescription acquisitive dépend de la nature de la chose :
- Pour un immeuble :
  - Si le possesseur est inscrit à tort comme propriétaire au registre foncier, elle est de 10 ans[7] ;
  - Si aucun propriétaire n'est inscrit au registre foncier ou que la personne inscrite est morte, elle est de 30 ans[8] ;
  - Si une autre personne (vivante) est inscrite au registre foncier, la prescription acquisitive est impossible;
- Pour un meuble, elle est en principe de 5 ans[9]. Elle est toutefois de 30 ans s'il s'agit d'un bien culturel[9] et impossible s'il s'agit « de curiosités naturelles ou d'antiquités offrant un intérêt scientifique »[10].
- Pour un animal, elle est de 5 ans en principe, comme pour les meubles. En effet, si les animaux ne sont juridiquement pas des choses, les mêmes règles leur sont en principe applicables[11]. Toutefois, s'il s'agit d'un « animal qui vit en milieu domestique est qui n'est pas gardé dans un but patrimonial ou de gain », c'est-à-dire un animal de compagnie, elle n'est alors que de 2 mois[9].